# Gran Premio Continentale
Gran Premio Continentale är ett årligt travlopp för 4-åriga varmblod. Loppet körs över distansen 2 060 meter. Det är ett Grupp 1-lopp, det vill säga ett lopp av högsta internationella klass. Loppet avgjordes för första gången 1949 och går sedan dess av stapeln i november varje år på travbanan Ippodromo Arcoveggio i Bologna i Italien. Loppet är ett av Italiens största travlopp och ett av världens största fyraåringslopp.

## Vinnare
| År   | Häst               | Land      | Kusk                  | Tränare                 | Tid     |
| ---- | ------------------ | --------- | --------------------- | ----------------------- | ------- |
| 2023 | Dimitri Ferm       | Italien   | Andrea Farolfi        | Mauro Baroncini         | 1'13''4 |
| 2022 | Carlomagno d’Esi   | Italien   | Andrea Farolfi        | Laurent-Claude Abrivard | 1'14''2 |
| 2021 | Birba Caf          | Italien   | Enrico Bellei         | Enrico Bellei           | 1'14''9 |
| 2020 | Alrajah One        | Italien   | Alessandro Gocciadoro | Alessandro Gocciadoro   | 1'13''6 |
| 2019 | Zaniah Bi          | Italien   | Alessandro Gocciadoro | Alessandro Gocciadoro   | 1'12"5  |
| 2018 | Vitruvio           | Italien   | Alessandro Gocciadoro | Alessandro Gocciadoro   | 1'13"0  |
| 2017 | Urlo dei Venti     | Italien   | Enrico Bellei         | Gennaro Casillo         | 1'11"5  |
| 2016 | Poet Broline       | Sverige   | Johan Untersteiner    | Peter Untersteiner      | 1'14"8  |
| 2015 | Brillantissime     | Frankrike | Pierre Vercruysse     | Philippe Allaire        | 1'13"   |
| 2014 | Radiofreccia Fi    | Italien   | Federico Esposito     | Erik Bondo              | 1'13"4  |
| 2013 | Pitagora Bi        | Italien   | Pietro Gubbelini      | Pietro Gubbelini        | 1'13"1  |
| 2012 | Orsia              | Italien   | Alessandro Gocciadoro | Enrico Gocciadoro       | 1'14"5  |
| 2011 | Nesta Effe         | Italien   | Roberto Vecchione     | Holger Ehlert           | 1'13"6  |
| 2010 | Zorro Photo        | Italien   | Jos Verbeeck          | Gaetan Marcque          | 1'13"7  |
| 2009 | Noras Bean         | Sverige   | Stefan Söderkvist     | Ulf Stenströmer         | 1'12"4  |
| 2008 | Igor Font          | Italien   | Jean-Michel Bazire    | Fabrice Souloy          | 1'15"1  |
| 2007 | Algiers Hall       | USA       | Enrico Bellei         | Esper Maik              | 1'14"8  |
| 2006 | Felix Del Nord     | Italien   | Roberto Andreghetti   | Erik Bondo              | 1'13"9  |
| 2005 | Passionate Kemp    | Finland   | Jorma Kontio          | Markku Nieminen         | 1'16"1  |
| 2004 | Daguet Rapide      | Italien   | Pietro Gubbelini      | Maurizio Grosso         | 1'14"4  |
| 2003 | Cois Caf           | Italien   | Enrico Bellei         | Nello Bellei            | 1'13"3  |
| 2002 | Oscar Schindler SL | Tyskland  | Heinz Wewering        | Heinz Wewering          | 1'13"8  |
| 2001 | Alma Roc           | Italien   | Fabrizio Ciulla       | Fausto Barelli          | 1'15"1  |
| 2000 | Zambesi Bi         | Italien   | Mauro Biasuzzi        | Claus Hollmann          | 1'15"1  |
| 1999 | Varenne            | Italien   | Giampaolo Minnucci    | Jori Turja              | 1'13"1  |
| 1998 | Uniforz            | Italien   | Andrea Guzzinati      | Guseppe Guzzinati       | 1'14"8  |
| 1997 | Kramer Boy         | Sverige   | Johnny Takter         | Johnny Takter           | 1'13"6  |
| 1996 | Sec Mo             | Italien   | Carlo Bottoni         | Pierpaolo Dal Pane      | 1'14"6  |
| 1995 | Record Ok          | Italien   | Marcello Mazzarini    | Marcello Mazzarini      | 1'13"2  |
| 1994 | Camino             | Frankrike | Jean-Pierre Dubois    | Jean-Pierre Dubois      | 1'15"9  |
| 1993 | Bahama             | Frankrike | Jean-Pierre Dubois    | Jean-Pierre Dubois      | 1'15"9  |
| 1992 | Campo Ass          | Tyskland  | Jos Verbeeck          | Heinz Wewering          | 1'16"3  |
| 1991 | Mint di Jesolo     | Italien   | Antonio Luongo        |                         | 1'15"6  |
| 1990 | Lancaster Om       | Italien   | Lorenzo Baldi         |                         | 1'15"3  |
| 1989 | Indro Park         | Italien   | Lorenzo Baldi         |                         | 1'16"7  |
| 1988 | Baron Darby        | Belgien   | Jos Verbeeck          |                         | 1'16"9  |
| 1987 | Newmarket          | Sverige   | Håkan Wallner         |                         | 1'15"9  |
| 1986 | Ebsero Mo          | Italien   | Giancarlo Baldi       |                         | 1'16"3  |
| 1985 | Pythagoras         | Frankrike | Ulf Nordin            |                         | 1'17"   |
| 1984 | Cromyko            | Italien   | Simone Varetto        |                         | 1'16"1  |
| 1983 | Bertuz             | Italien   | Vittorio Guzzinati    |                         | 1'16"2  |
| 1982 | Alfonso Red        | Italien   | Giuseppe Guzzinati    |                         | 1'16"4  |
| 1981 | Golden Top         | Italien   | Marcello Mazzarini    |                         | 1'16"7  |
| 1980 | Plumona RS         | Sverige   | Gunnar Nordin         |                         | 1'15"6  |
| 1979 | Zardoz             | Italien   | Giuseppe Guzzinati    |                         | 1'18"1  |
| 1978 | Eskipazar          | Italien   | Edoardo Gubellini     |                         | 1'19"6  |
| 1977 | Zimmerman          | Italien   | Vittorio Guzzinati    |                         | 1'17"9  |
| 1976 | Gadamès            | Frankrike | Pierre-Léopold Marie  |                         | 1'18"9  |
| 1975 | Revillon           | Italien   | Alfredo Cicognani     |                         | 1'18"4  |
| 1974 | Esquirol           | Frankrike | Jean-Pierre Dubois    |                         | 1'19"4  |
| 1973 | Dosson             | Italien   | Giancarlo Baldi       |                         | 1'20"1  |
| 1972 | Top Hanover        | USA       | Gerhard Kruger        |                         | 1'19"   |
| 1971 | Tedo               | Italien   | William Casoli        |                         | 1'19"9  |
| 1970 | Amyot              | Frankrike | Jean-René Gougeon     |                         | 1'19"   |
| 1969 | Verdict            | Frankrike | Léopold Verroken      |                         | 1'19"5  |
| 1968 | Une de Mai         | Frankrike | Jean-René Gougeon     |                         | 1'18"6  |
| 1967 | Durante            | Italien   | Vittorio Scatolini    |                         | 1'21"2  |
| 1966 | Van Dick           | Italien   | Sergio Brighenti      |                         | 1'19"2  |
| 1965 | Oronto             | Italien   | Gioacchino Ossani     |                         | 1'20"4  |
| 1964 | Steno              | Italien   | Nello Bellei          |                         | 1'19"9  |
| 1963 | Steno              | Italien   | Nello Bellei          |                         | 1'20"8  |
| 1962 | Stefano            | Italien   | Sergio Brighenti      |                         | 1'20"8  |